# Cachaça

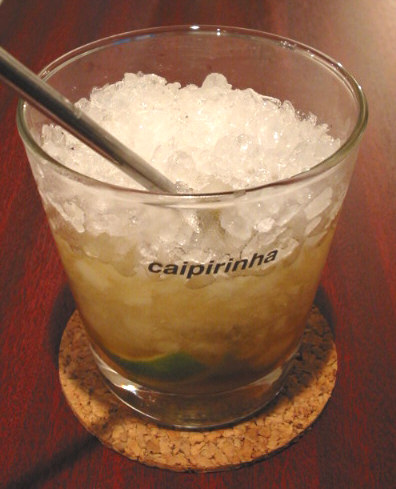
La cachaça és un ingredient de la caipirinha

Cachaça és una beguda alcohòlica destil·lada producte de la fermentació de la canya de sucre. És un producte principalment del Brasil on rep també altres noms com aguardente, pinga o caninha entre d'altres. L'any 2007 es van consumir 1.500.000 litres de cachaça dins del Brasil i 15.000.000 litres fora del brasil. Típicament té un grau alcohòlic d'entre 38% i 54%. Quan és de fabricació casolana encara pot ser de més graduació. La diferència més gran entre la cachaça i el rom és que aquest segon es fa amb melassa un subproducte de la fabricació del sucre i la cachaça es fa del suc fresc de la canya fermentat destil·lat.
La cachaça, com el rom, té dues varietats: sense envellir (blanca) i envellida (daurada). La cachaça és l'ingredient principal de la caipirinha.